# Zisterzienserabtei Dallas
Die Zisterzienserabtei Dallas (lat. Abbatia B.M.V. de Dallas; englisch Cistercian Abbey of Our Lady of Dallas) ist seit 1955 ein US-amerikanisches Kloster der Zisterzienser in Irving (Texas), Dallas County, Texas.

## Geschichte
Auf Einladung von Bischof Thomas Kiely Gorman gingen die vom ungarischen Kloster Zirc in das US-amerikanische Kloster Spring Bank geflohenen Mönche 1954 nach Dallas zum Aufbau des Klosters Our Lady of Dallas wie auch der katholischen University of Dallas. Das Kloster wurde 1961 zum Priorat und 1963 zur Abtei erhoben. Es gehört zur Zircer Zisterzienserkongregation. Die Mönche unterhalten in Irving die Cistercian Preparatory School (eine Eliteschule, die auf die Aufnahme an einem College vorbereitet) mit rund 350 Schülern.

## Der Konvent

### Bekannte Mitglieder des Konvents
- Louis Julius Lekai, Zisterzienserhistoriker

### Obere, Prioren und Äbte
- 1955–1988: Anselm Nagy (1915–1988)
- 1988–2012: Denis Farkasfalvy (1936–2020)
- seit 2012: Peter Verhalen (* 1955)